# يوم المخطوط العربي
يوم المخطوط العربي هو احتفال سنويّ ويوم توعية، يُقام في الرابع من أبريل، وتستمر فعالياته غالبًا طوال الشهر، يرعاه رسميًا معهد المخطوطات العربية بالقاهرة التابع للمنظمة العربية للتربية والثقافة والعلوم (الألكسو) بجامعة الدول العربية، وتحتفل به إقليميًا المؤسسات والأفراد في الدول العربية الأعضاء، كما تحتفل به كذلك عالميًا جهات إسلامية وغربية متعددة.

## خلفية
بدأت فكرة يوم المخطوط العربي سنة 2013 من قبل مقترح تقدَّم به محمود زكي، الخبير السابق بمعهد المخطوطات العربية، لتخصيص يومٌ سنويّ للاحتفاء بالمخطوط العربي، وتعزيز الوعي بما يحمله من نصوص وأفكار وإنجازات. وذلك بوصف التراث العربي المخطوط أحد أهم ثقافات التراث الفكري الإنساني الباقية (والحيَّة)؛ كَمًَّا وكيفًا، ومن أكثرها تأثيرًا وإضافةً. حيث استمر إنتاجه طوال أربعة عشر قرنًا من الزمان، على امتداد رُقعةٍ من الأرض امتدت في وقتٍ ما من الصين شرقًا إلى الأندلس غربًا، عرفت باسم الحضارة العربية-الإسلامية.
اعتمد المعهد والمنظمة المبادرة المقترحة، وذلك في عهد فيصل الحفيان، مدير المعهد بالإنابة وقتها، وعبد الله حمد محارب، المدير العام الأسبق للمنظمة (الألكسو)، وتم تكليف محمود زكي بمشروع تنظيم التظاهرة الثقافية في عاميها الأول والثاني على التوالي.
تم الاحتفال باليوم الأول ليوم المخطوط العربي في 27 مايو 2013. شاركت فيه أكثر من جهة، وتجاوزت فعالياته وأنشطته العشرين نشاطًا متزامنًا. وقد عُنِيَ فيه عنايةً خاصةً بالفعاليات المجتمعية العامة من مثل الورش التطبيقية والعروض الحيّة، والأنشطة التفاعلية، والمعارض، أكثر من المحاضرات المباشرة المتخصصة. وكان الأطفال والشباب في القلب منها؛ من خلال العديد من الأنشطة والألعاب، والحكايات والمسابقات، وتجارب علمية ربطتهم بأعمال الرَّازي والبيرونيّ، وابن الهيثم وابن مَلَكا، مع وصله بما توصلت إليه العلوم الحديثة؛ فتضافرتا جهتا النَّظر في الماضي والحاضر معًا.
ثم تطوَّرت المبادرة في العام التالي 2014 وامتدت الفعاليات لمدة أسبوع، وشملت التظاهرة عدة عواصم ومدن عربية، منها القاهرة والإسكندرية والرياض وطرابلس. وقد استمر التوسُّع والاهتمام بالحدث، حتى وصلت عدد الدول المشاركة سنة 2016 إلى 15 دولة، متمثلةً في 40 مؤسسة مساهمةً في الفعاليات والأنشطة المختلفة.
وبداية من سنة 2014، اعتُمد مُقترح مؤسس التظاهرة، من أن يكون تاريخ اليوم هو الرابع من إبريل، وهو تاريخ تأسيس معهد المخطوطات العربية. كما تم لاحقًا في ديسمبر 2016 الموافقة إقليميًا على اعتماد اليوم رسميًا في اجتماع وزراء الثقافة العرب.

## شعار "يوم المخطوط العربي"
يُعلن المعهد كل عام شعارًا أو موضوعًا لليوم، بحيث تتركز الجهود التوعوية حوله، بالإضافة إلى الموضوعات الثابتة المتنوعة التي يمكن للجهات والأفراد المساهمة في التعريف والمشاركة فيها. وهذه قائمة الشعارات:
- رحلة إلى الماضي (علم - ثقافة - ترفيه) (2013)
- ألف حكاية وحكاية (علم - ثقافة - ترفيه) (2014)
- أسرار من الماضي وأفكار للمستقبل (2015)
- قيم الثقافة وثقافة القيم (2016)
- التراث في زمن المخاطر (2017)
- القدس: عندما يكون التراث أسيرًا (2018)
- المخطوطات المهاجرة (2019)
- هل يتكلم العلم بالعربية مرةً أخرى؟ (2020)
- التراث في زمن الأوبئة  (2021)
- إرثنا المخطوط في زمن العولمة (2022)[12]
- أخلاقيات العلم وآداب الطلب (2023)[13]

## فعاليات مصاحبة
اعتاد "يوم المخطوط العربي" من بدايته على تكريم إنجازات العاملين في المجال من علماء وباحثين، من خلال "شخصية العام التراثية"، وعلى الاحتفاء بالإنتاج العلمي الرصين من خلال "كتاب العام التراثي". ثم أضاف في سنته الثانية "مؤسسة العام التراثية"، فضلاً على احتفاءات وتكريمات أخرى.